# Dzsinn (film)
A Dzsinn (eredeti cím: Genie) 2023-as amerikai karácsonyi fantasy-filmvígjáték, amelyet Sam Boyd rendezett és Richard Curtis írt. Az 1991-es Bernard és a dzsinn című brit tévéfilm remake-je, amelyet szintén Curtis írt. A főbb szerepekben Melissa McCarthy, Paapa Essiedu, Denée Benton, Marc Maron, Jordyn McIntosh, Luis Guzmán és Alan Cumming látható.
A film 2023. november 22-én jelent meg a Peacockon. Magyarországon a SkyShowtime mutatta be 2024. július 24-én.

## Cselekmény
Bernard túlhajszolva és túlterhelten dolgozik egy New York-i aukciósháznál. Bernard megpróbál megfelelni önimádó, kapzsi és goromba főnöke, Mr. Flaxman ésszerűtlen követeléseinek, emiatt lemarad lánya, Eve 8. születésnapjáról (és más családi alkalmakról). Mivel Bernard nem tudott születésnapi ajándékot venni a lányának, felajánl neki egy antik dobozt, amely a házukban porosodott. Bernard csalódott felesége, Julie elhagyja őt, és másnap Mr. Flaxman kirúgja Bernardot. A csüggedt Bernard letörli a port a dobozról, és színesen kavargó, több mint kétezer éves dzsinn, egy Flora nevű különc középkorú nő jelenik meg belőle, aki azt mondja Bernardnak, hogy korlátlan kívánságokat tud teljesíteni neki.
Flora bátorítja Bernardot; úgy oldja meg a problémáit, hogy tervet készít, és a kívánságait felhasználva végrehajtja azt. Bernard lassan talál ki egy jó tervet, és a korai kívánságai általában rosszul sülnek el. Amikor például a családja látogatóba jön, véletlenül egyiküket rövid időre a tüzes pokolba küldi, mielőtt mindannyiukat hazaküldené. A második kívánsága a lakás olyan módon történő átalakítása, hogy a feleségének tetszen, beleértve a Mona Lisa cseréjét egy bekeretezett focimezre, amelyet a nő soha nem szeretett a falon lógni látni. Ennek végül Bernard és Flora letartóztatása lesz a vége, és Franciaországnak való kiadatásukkal fenyegetik őket. Ennek ellenére Bernardnak sikerül újra kapcsolatba lépnie a lányával, és teljesít néhány kívánságot, amelyek segítségével gyerekek karácsonyi álmai teljesülnek, és hajléktalanoknak biztosítanak otthont. Flora tisztelni kezdi Bernard jellemét. A nő romantikus érdeklődést mutat Bernard portása, Lenny iránt.
Bernard látja, hogy Flora dzsinnként meglehetősen szomorú és magányos, ezért egy kívánsággal felszabadítja. Elmondja neki, hogy utána még marad három kívánsága. Az első kívánsággal visszamegy az időben addig a pontig, amíg el nem mulasztotta a lánya születésnapját; felmond az aukciósházban, helyette a feleségével és lányával tölti a születésnapot, és egy babaházat ajándékoz a lányának, amire vágyott. Utolsó két kívánságát arra használja fel, hogy egy exkluzív étteremben csodálatos vacsorát biztosítson számukra. Három hónappal később Bernard elmegy pizzáért: Lenny immár Bernard kedvenc pizzériáját vezeti, és Flora készíti a pitéket.

## Szereplők
| Szerep                             | Színész          | Magyar hang  |
| ---------------------------------- | ---------------- | ------------ |
| Flora                              | Melissa McCarthy | Braun Rita   |
| Bernard                            | Paapa Essiedu    | Szabó Máté   |
| Julie, Bernard felesége            | Denée Benton     |              |
| Eve, Bernard és Julie 7 éves lánya | Jordyn McIntosh  |              |
| Flaxman, Bernard főnöke            | Alan Cumming     | Kőszegi Ákos |
| Lenny, Bernard portása             | Marc Maron       | Csuha Lajos  |
| Perez nyomozó                      | Luis Guzmán      |              |
| Johnny                             | Tate Ellington   |              |
| Patty nagymama                     | LaChanze         |              |
| Bernard anyja                      | Ellen Cleghorne  |              |
| Bernard apja                       | Oberon Adjepong  |              |
| Dianna                             | Ego Nwodim       |              |
| Marvin                             | John Reynolds    |              |
| Pete                               | Nyasha Hatendi   |              |
| Henry Hackford                     | Emanuele Secci   |              |
| varázsló                           | Ralph Brown      |              |

## A film készítése
2022 decemberében jelentették be, hogy a Universal Pictures és a Working Title Melissa McCarthyt szerződtette a Richard Curtis által írt film főszerepére, amely a BBC 1991-es Bernard és a dzsinn című tévéfilmjének remake-je. 2023 januárjában Paapa Essiedu csatlakozott a filmhez, hogy McCarthy mellett a főszerepet játssza. A Bernard főnökét játszó Alan Cumming alakította Bernardot az 1991-es tévéfilmben.
A Sam Boyd rendezésében készült filmet 2023 márciusában forgatták New Yorkban.